# Mályi
Mályi is een plaats (község) en gemeente in het Hongaarse comitaat Borsod-Abaúj-Zemplén. Mályi telt 4209 inwoners (2001).